# 涙の落ちる速度
『涙の落ちる速度』（なみだのおちるそくど）は、nano.RIPEの3枚目のオリジナルアルバム。2014年1月8日にLantisから発売された。

## 背景・リリース
nano.RIPEのアルバムとしては前作『プラスとマイナスのしくみ』から1年3ヶ月ぶりのリリースとなる。制作はリード曲である「ハロー」を中心に行われた。
タイトルの「涙の落ちる速度」は、リード曲の「ハロー」に登場するフレーズ「涙」と速さを歌った1曲目の「タキオン」を掛け合わせて付けられた。
販売形態は初回限定盤A（LACA-35369）・初回限定盤B（LACA-35370）・通常盤（LACA-15370）の3種リリースで、初回限定盤にはBサイドコレクションCD『アマヤドリ』が、初回限定盤AにはアコースティックコレクションCD『ミズタマリ』が同梱されている。ちなみにB面などを全部収録するという発想は、今後ライブでB面を演奏することを見越して生まれた。

## 音楽性
4曲目の「ハロー」は、前作「プラスとマイナスのしくみ」の延長的な「聴く人にやさしい曲」だが、内面にはきみコ自身の願望も含まれている。歌詞の内容は大切なものは見逃していないことを表現しており、自分の考えた道を切り開くことを歌った「タキオン」ともどことなく似ているという。ちなみに「タキオン」は、超光速で動く粒子のことで、メンバーによれば第2のリード曲でもあるという。
8曲目の「マリンスノー」 は、ササキジュンが作成したギターリフにメロディを入れた曲で、演奏にも高度なテクニックを要するためライブでは当分披露されないという。タイトルの「マリンスノー」は、海中に堆積する雪のような粒子のことで、曲の内容は潜水行為ときみコの内面とを重ねているという。

## 収録内容
全作詞：きみコ、編曲：nano.RIPE。

### DISC-1
CD
1. ウェンディ [4:12][1]
  - 作曲：佐々木淳
2. タキオン [4:36][1]
  - 作曲：佐々木淳
3. なないろびより [4:32][1]
  - 作曲：きみコ
  - 12thシングル
  - テレビアニメ『のんのんびより』オープニングテーマ
4. 夢の果て [4:29][1]
  - 作曲：きみコ
5. もしもの話 [3:59][1]
  - 作曲：きみコ
  - 9thシングル
  - テレビアニメ『バクマン。』第3シリーズオープニングテーマ
6. プラネタリウム [4:24][1]
  - 作曲：きみコ
  - インディーズ時代からあった。
7. ハロー [5:01][1]
  - 作曲：佐々木淳
  - 2013年12月3日からYouTubeで先行配信された。
8. 痕形 [4:27][1]
  - 作曲：佐々木淳
9. ツマビクヒトリ [3:46][1]
  - 作曲：佐々木淳
  - 11thシングル収録曲
  - テレビアニメ『はたらく魔王さま！』スペシャルエンディングテーマ
10. マリンスノー [4:36][1]
  - 作曲：佐々木淳
11. 月花 [4:49][1]
  - 作曲：佐々木淳
  - 11thシングル収録曲
  - テレビアニメ『はたらく魔王さま!』エンディングテーマ
12. 三等星 [4:35][1]
  - 作曲：佐々木淳
13. 影踏み [4:31][1]
  - 作曲：きみコ・佐々木淳
  - 10thシングル
  - アニメ映画『劇場版 花咲くいろは HOME SWEET HOME』主題歌
14. ユートピア [4:05][1]
  - 作曲：きみコ
  - 『true tears×花咲くいろは×TARI TARI ジョイントフェスティバル』主題歌のセルフカバー

### DISC-2（初回限定盤のみ）
CD『epilogue disc - one 「アマヤドリ」 (B-side collection)』
1. きせつの町 [3:52][1]
  - 作曲：佐々木淳
  - 12thシングル収録曲
2. 水性キャスト [3:45][1]
  - 作曲：きみコ
  - 1stシングル収録曲
3. 月影とブランコ [3:49][1]
  - 作曲：きみコ
  - 4thシングル収録曲
4. 祈りうた [3:26][1]
  - 作曲：佐々木淳
  - 2ndシングル収録曲
5. モラトリアム [4:04][1]
  - 作曲：きみコ
  - 8thシングル収録曲
6. アドバルーン [3:34][1]
  - 作曲：きみコ
  - 8thシングル収録曲
7. 花残り月 [3:45][1]
  - 作曲：佐々木淳
  - 3rdシングル収録曲
8. バーチャルボーイ [1:54][1]
  - 作曲：きみコ
  - 3rdシングル収録曲
9. スターチャート [4:34][1]
  - 作曲：佐々木淳
  - 11thシングル収録曲
  - テレビアニメ『はたらく魔王さま!』スペシャルエンディングテーマ
10. めまい [3:27][1]
  - 作曲：佐々木淳
  - 12thシングル収録曲
11. パルスター [4:53][1]
  - 作曲：佐々木淳・アベノブユキ
  - 9thシングル収録曲
12. マイガール [4:33][1]
  - 作曲：きみコ・佐々木淳
  - 7thシングル収録曲
13. 呼吸 [3:45][1]
  - 作曲：きみコ
  - 9thシングル収録曲
14. リップシンク [3:55][1]
  - 作曲：佐々木淳
  - 4thシングル収録曲
15. レインカーテン [3:43][1]
  - 作曲：きみコ
  - 2ndシングル収録曲
16. 空の少年 [4:09][1]
  - 作曲：きみコ
  - 5thシングル収録曲
17. 帰り道 [4:15][1]
  - 作曲：きみコ・佐々木淳
  - 10thシングル収録曲
18. 夢路 [4:24][1]
  - 作曲：きみコ
  - 1stシングル収録曲
  - テレビアニメ『花咲くいろは』プロモーションビデオイメージソング

### DISC-3（初回限定盤Aのみ）
CD『epilogue disc - two 「ミズタマリ」 (Acoustic collection)』
1. ハナノイロ [4:42][1]
  - 作曲：きみコ
  - テレビアニメ『花咲くいろは』前期オープニングテーマ
2. 絵空事 [4:02][1]
  - 作曲：きみコ
  - テレビアニメ『さんかれあ』オープニングテーマ
3. リップシンク [4:04][1]
  - 作曲：きみコ
  - テレビアニメ『花咲くいろは』挿入歌
4. 面影ワープ [3:41][1]
  - 作曲：佐々木淳
  - テレビアニメ『花咲くいろは』後期オープニングテーマ
5. リアルワールド [2:59][1]
  - 作曲：佐々木淳
  - テレビアニメ『人類は衰退しました』オープニングテーマ
6. もしもの話 [4:53][1]
  - 作曲：きみコ
  - テレビアニメ『バクマン。』第3シリーズオープニングテーマ
7. バーチャルボーイ [2:38][1]
  - 作曲：きみコ
8. 夢路 [4:13][1]
  - 作曲：きみコ
  - テレビアニメ『花咲くいろは』プロモーションビデオイメージソング
9. 月影とブランコ [3:49][1]
  - 作曲：きみコ
  - テレビアニメ『花咲くいろは』挿入歌
10. ティーポットのかけら（カモミール） [1:45][1]
  - 作曲：きみコ
11. 世界点 [3:51][1]
  - 作曲：きみコ
12. パトリシア [5:28][1]
  - 作曲：きみコ
  - テレビアニメ『花咲くいろは』プロモーションビデオイメージソング
13. 影踏み [4:37][1]
  - 作曲：きみコ
  - アニメ映画『劇場版 花咲くいろは HOME SWEET HOME』主題歌

## チャート
| チャート（2014年）                                 | 最高位 |
| -------------------------------------------------- | ------ |
| オリコン                                           | 17     |
| Billboard Japan Top Albums                         | 15     |
| Billboard Japan Top Independent Albums and Singles | 5      |